# Burnley
Burnley è una città di mercato di 87.059 abitanti del Lancashire, in Inghilterra.  Sviluppatasi con l'apertura di numerosi cotonifici durante la rivoluzione industriale, oggi, dopo la riconversione della sua economia, vive un difficile presente di città dormitorio.

## Geografia
Burnley sorge sulle pendici occidentali dei monti Pennini centrali, presso la confluenza del fiume Brun nel Calder. La città si trova a 34 km a nord di Manchester e a 40 km di Preston.

## Storia

### Etimologia
Il nome della città deriva da Brun Lea, ovvero prato presso il fiume Brun.

### Medioevo
Il nome di Burnley viene citato per la prima volta nella storia in un documento del 1122, nel quale veniva riportato che la giurisdizione della locale chiesa era affidata ai monaci dell'abbazia di Pontefract. Nei suoi primi anni di vita, Burnley era un piccolo villaggio agricolo che, tra il 1290 ed il 1296, ebbe il privilegio di ottenere un mulino per cereali, il mercato e una gualchiera. Nel 1550 vi abitavano circa 1.200 persone, tutte stanziate attorno alla chiesa di St. Peter, che venne ricostruita nel 1532.

### La rivoluzione industriale

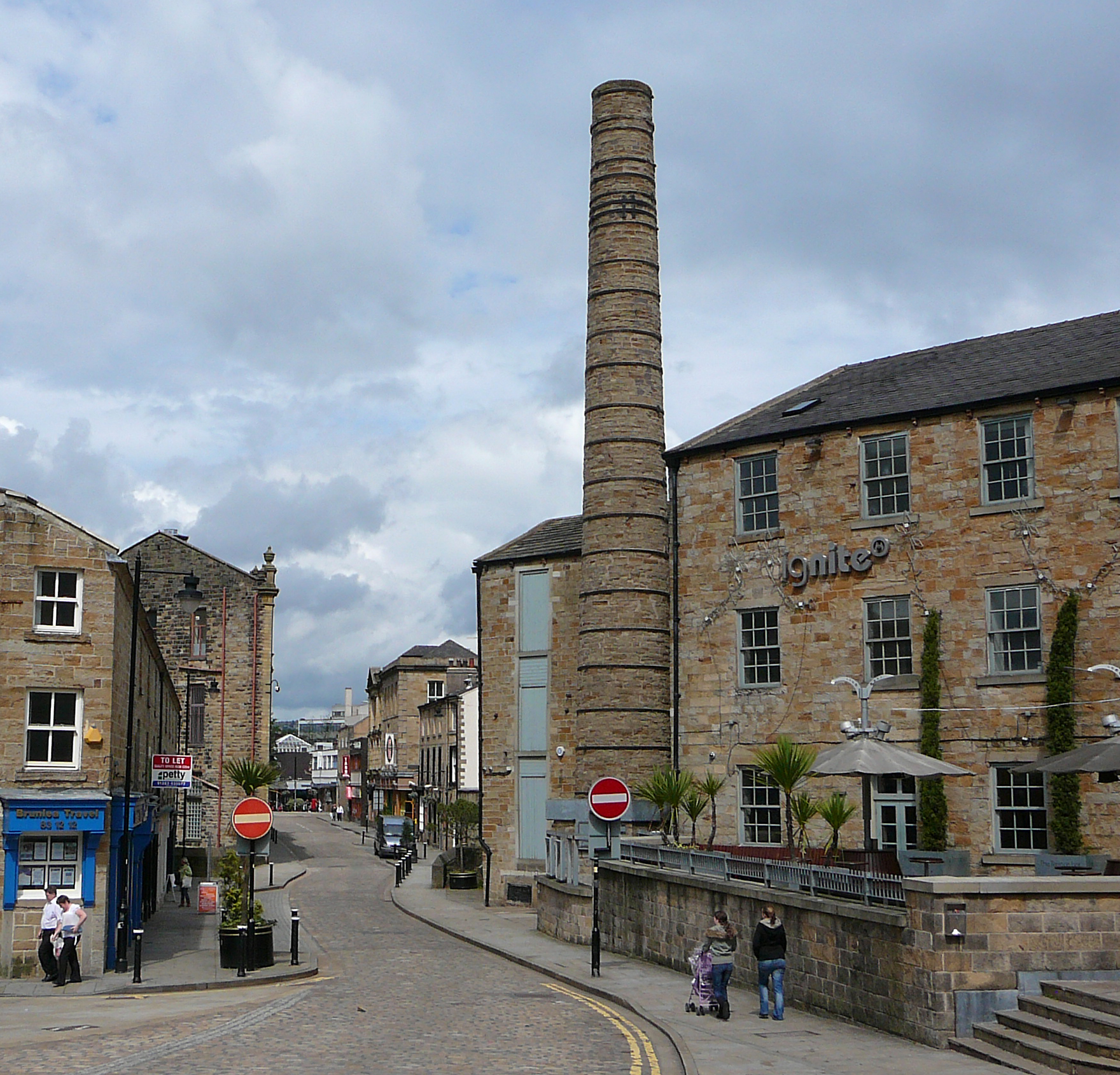
Vi sono ancora evidenti le tracce del passato industriale di Burnley.

Con l'inizio della rivoluzione industriale, l'industria laniera venne rimpiazzata da quella del cotone. Numerose nuove fabbriche vennero aperte presso la confluenza del Brun nel Calder proprio per fruttare con l'acqua dei due fiumi la potenza delle macchine a vapore. Nel 1754 venne aperta la nuova strada che univa Burnley a Blackburn ed a Colne, strada percorsa da veloci diligenze che si spingevano fino a Skipton ed a Manchester. Vennero inoltre aperte miniere di carbone, alcune anche in quello che oggi è il centro della città.
A contribuire alla fortuna della città, vi fu anche l'apertura, nel 1796, del Leeds and Liverpool Canal, che consentiva un'ancor più rapida esportazione delle merci verso il resto del Regno Unito. 
Nel 1824 Burnley fu investita da una grave crisi finanziaria, causata dal fallimento della più importante banca cittadina, fatto che comportò la chiusura di molti impianti. Attorno al 1845 arrivarono a Burnley numerosi famiglie irlandesi in fuga dalla grave carestia che aveva colpito la loro isola. Nel 1848 la città fu raggiunta dalla ferrovia per lo Yorkshire. Nel seconda metà degli anni sessanta del XIX secolo Burnley divenne una delle capitali mondiali della lavorazione del cotone. In quegli stessi anni aprirono i battenti anche numerose fonderie ed ferriere, grazie alle quali fu possibile per le altre fabbriche avere un rifornimento pressoché continuo di ferro battuto e ghisa. Il costante sviluppo economico della città favorì un aumento della popolazione, che passò dai 87.016 abitanti del 1891 ai 97.043 del 1901.

### L'era post industriale
Con lo scoppio della prima guerra mondiale, l'industria tessile inglese entrò in crisi colpendo così anche il sistema economico di Burnley. Nel conflitto mondiale 4000 dei suoi abitanti richiamati alle armi, pari al 15% della popolazione maschile attiva, rimasero uccisi. Durante la seconda guerra mondiale, Burnley non patì i bombardamenti che sconvolsero altre città inglesi. 
Tra gli anni sessanta e settanta molti edifici vennero demoliti e vaste aree industriali vennero smantellate ed abbandonate. Altre ancora vennero riqualificate e convertite in Nel 1980 venne aperto il raccordo autostradale passante per Burnley che però si vide divisa in due parti dal tracciato della nuova strada. Nel 1992 e nel 2001 si verificarono nella città alcuni scontri a sfondo razziale.
Nel 2013 il governo del Regno Unito ha premiato la città di Burnley come posto più intraprendente e dinamico della Gran Bretagna.

## Monumenti e luoghi d'interesse
- Chiesa di San Pietro, la parte più antica risale al XV secolo, è iscritta al National Heritage List for England.
- Gawthorpe Hall, residenza di campagna costruita in epoca elisabettiana.
- Towneley Hall, residenza di campagna del XV secolo situata all'interno del Towneley Park.

## Cultura

### Istruzione

#### Musei
- Museo e Galleria d'Arte di Towneley Hall
- Museo del Tessile della Filanda di Queen Street

## Infrastrutture e trasporti

### Strade
La principale via d'accesso a Burnley è l'autostrada M65 che origina a Preston e termina a Colne.

### Ferrovie
Burnley è servita da quattro stazioni ferroviarie, tutte gestite dalla compagnia Northern: Burnley Manchester Road, Burnley Centrale, Burnley Barracks e Burnley Rose Grove. Nel 2015, per la prima volta dopo cinquant'anni, è stato aperto un servizio ferroviario diretto con la stazione di Manchester Victoria.

## Amministrazione

### Gemellaggi
- Vitry-sur-Seine, Francia, dal 1958

## Sport
Il Burnley Football Club è la principale squadra di calcio della città e disputa le sue partite interne allo stadio Turf Moor, aperto sin dal  1883. Il Burnley FC è stato uno dei 12 club fondatori della Football League ed è uno dei soli tre club inglesi che hanno vinto almeno una volta tutti e quattro i campionati professionistici. La squadra è molto seguita in città, tanto da registrare la più alta affluenza di pubblico rispetto alla popolazione della città. La fama del Burnley, più che ai suoi meriti sportivi, è legata ai misfatti dei suoi hooligan, tra i più pericolosi d'Inghilterra, noti nell'ambiente sportivo come Suicide Squad.